# مطار رأس الحد
مطار راس الحد هو مطار جديد في المنطقة الشرقية بسلطنة عمان، يبعد حوالي 30 كم جنوب بلدة رأس الحد. بدأ البناء فيه عام 2011، واكتمل في ديسمبر 2018.
سيكون هذا مطار دولي.[بحاجة لمصدر]
المطار على بعد 7 كيلومتر (4.3 ميل) من ساحل بحر العرب. لا يشمل طول المدرج إزاحة العتبات المقدرة ب120 متر (390 قدم) في كل نهاية.
يقع نظام المدى متعدد الاتجاهات عالي التردد/جهاز قياس المسافة (VOR/DME) (التعريف: SUR ) على بعد 22.1 ميل بحري (41 كـم) شمال غرب المطار.

## روابط خارجية
- خريطة الشارع المفتوح - مطار رأس الحد
- مشروع عمان السياحي
- مطار رأس الحد الإقليمي